# Diana Atwine
Diana Kanzira Atwine MBChB, MMed, thường được gọi là Atwiine, là một bác sĩ y khoa và công chức người Ugandan. Bà là Thư ký Thường trực đương nhiệm của Bộ Y tế Uganda. Bà được bổ nhiệm vào vị trí đó vào ngày 4 tháng 11 năm 2016 bởi tổng thống Uganda - Yoweri Museveni. Bà thay thế chức vụ Tiến sĩ Asumani Lukwago, khi ông chuyển sang làm Thư ký thường trực cho Ủy ban Dịch vụ Giáo dục.

## Tiểu sử
Atwine sinh năm 1973, tại Galiraya, một ngôi làng nhỏ bên bờ biển phía nam hồ Kyoga, thuộc quận Kayunga, thuộc khu vực miền trung của Uganda. Bà là con thứ ba của Ernest Rujundira và Joy Kensheka Rujundira,.
Bà theo học trường trung học nữ sinh cao cấp Bweranyangi và trường nữ sinh Mt st Marys Namagunga. Bà được nhận vào trường Y khoa Đại học Mbarara, theo học bằng Cử nhân Y khoa và Cử nhân Phẫu thuật. Sau đó, cô theo học Thạc sĩ chuyên ngành Nội khoa cũng tại trường này.

## Công việc
Bác sĩ Atwine đã làm việc trong một thời gian ngắn tại Bệnh viện St. Francis Nsambya, trước khi bà gia nhập Trung tâm nghiên cứu lâm sàng ở Ugandan (JCRC).
Trong một cuộc cải tổ của các thư ký thường trực trong nội các, bà đã được bổ nhiệm vào vị trí Thư ký thường trực đương nhiệm Bộ y tế, vào ngày 4 tháng 11 năm 2016.

## Cá nhân
Diana Atwine đã kết hôn và là mẹ của ba đứa trẻ.